# Remigius Kaufmann

Remigius Kaufmann (1971)

Remigius Kaufmann, auch Remy (* 20. Juli 1925 in Wil SG; † 28. März 2011 in St. Gallen, heimatberechtigt in Wil SG sowie Arni-Islisberg), war ein Schweizer Politiker (KCV/CVP).

## Biografie
Remigius Kaufmann, Sohn des Rechtsanwalts Remigius Kaufmann senior und der Melanie Grüebler, Maturant am Kapuzinerkollegium Stans, widmete sich ab 1946 einem Studium der Rechtswissenschaft an den Universitäten Freiburg und Zürich, das er 1951 mit der Promotion zum Dr. iur. abschloss. Nach einem Praktikum in St. Gallen erwarb Kaufmann 1953 das Anwaltspatent.
In der Folge war er in einem Architektur- und Immobilienbüro tätig, bis er 1956 als Partner in die Kanzlei von Remigius Bärlocher eintrat, in der bis zur Wahl in den Bundesrat auch Thomas Holenstein gewirkt hatte. 1964 eröffnete er seine eigene Anwaltspraxis.
Kaufmann heiratete 1955 Pia, die Tochter Käsers Ernst Haag. Er verstarb am 28. März 2011 in seinem 86. Lebensjahr in St. Gallen.

## Politischer Werdegang
Kaufmann war Mitglied des christlichsozialen Parteiflügels der CVP und wurde 1968 in den St. Galler Kantonsrat gewählt, dem er bis 1972 angehörte. Im gleichen Jahr rückte er für Kurt Furgler, der im Dezember 1971 in den Bundesrat gewählt worden war, in den Nationalrat nach, aus dem er 1983 ausschied. Zuletzt präsidierte er von 1982 bis 1995 den Katholischen Administrationsrat des Kantons St. Gallen.
Kaufmanns Engagement galt sowohl auf nationaler wie kantonaler Ebene den Bereichen Natur- und Umweltschutz sowie der Finanzpolitik. Unter seiner Führung erfolgte der Übergang der Bank Sparad des Katholischen Konfessionsteils des Kantons St. Gallen an die St. Galler Kantonalbank.